# Het Nationale Toneel
Het Nationale Toneel (NT) is in 1988 opgericht onder artistieke leiding van Hans Croiset. Per 1 januari 2017 is het gezelschap gefuseerd met de Koninklijke Schouwburg en Theater aan het Spui tot Het Nationale Theater.
Het Nationale Toneel is het grootste Nederlandse toneelgezelschap. Het is gevestigd in Den Haag en opvolger van de Haagse Comedie. Als enige van de acht grote door de Nederlandse overheid gesubsidieerde theatergezelschappen maakt het vanaf 2013 naast voorstellingen voor volwassenen ook voorstellingen voor kinderen en jongeren (NTjong). Sinds 1 september 2011 is regisseur Theu Boermans artistiek directeur van het gezelschap. Eric de Vroedt is artistiek leider sinds augustus 2016, Noël Fischer is artistiek leider NTjong. Het NT heeft een eigen kostuum- en decoratelier. In de piek van het toneelseizoen werken er ongeveer 100 mensen om de ongeveer 300 voorstellingen in dat seizoen tot een succes te maken.
Het Nationale Toneel wordt gesubsidieerd door de stad Den Haag en het Rijk. De belangrijkste speelplek is Den Haag: het NT is huisgezelschap van de Koninklijke Schouwburg en het Theater aan het Spui. Ook worden voorstellingen gespeeld en projecten van studenten gepresenteerd in het eigen naast de Koninklijke Schouwburg gelegen Nationale Toneel Gebouw. Veel voorstellingen gaan op tournee langs de schouwburgen en theaters van Nederland.

## Repertoire
Het toneelaanbod van het Nationale Toneel varieert van klassiekers uit het wereldrepertoire, zoals Een Midzomernachtdroom van William Shakespeare en Drie Zusters van Anton Tsjechov (beide regie: Theu Boermans) tot premières van hedendaagse stukken, zoals Over Dieren van Elfriede Jelinek (regie: Susanne Kennedy). Met de komst van Eric de Vroedt is er ook veel aandacht voor nieuw Nederlands repertoire.
In 2014 werkte het Nationale Toneel als eerste grote gesubsidieerd gezelschap samen met een commerciële producent (Imagine Nation) voor de voorstelling ANNE over Anne Frank.

## NTjong
Met ingang van theaterseizoen 2012-2013 heeft het Nationale Toneel ook een jeugdgezelschap NTjong, met een eigen artistiek leider Noël Fischer. Het theatergezelschap Stella Den Haag is hierin overgegaan. NTjong brengt bewerkingen van klassieke stukken, zoals Leo & Lena (selectie Theaterfestival 2015) naar Leonce en Lena van Georg Büchner, maar ook veel nieuw repertoire, zoals In mijn hoofd ben ik een dun meisje (selectie Theaterfestival 2016).

## Regisseurs
Theu Boermans, Eric de Vroedt, Noël Fischer (NTjong), Daria Bukvić, Jeroen de Man en Casper Vandeputte (NTjong) zijn als regisseurs aan het Nationale Theater verbonden. In het verleden waren onder meer Johan Doesburg, Franz Marijnen, Laura van Dolron, Susanne Kennedy en Ger Thijs als vaste regisseur aan het gezelschap verbonden. Veel (inter)nationale gastregisseurs hebben bij het Nationale Toneel gewerkt, zoals Erik Vos, Gerardjan Rijnders, Jürgen Gosch en Franz Wittenbrink.

## Ensemble en acteurs
Het ensemble telt per 2016 negentien acteurs in vaste dienst: Anniek Pheifer, Antoinette Jelgersma, Betty Schuurman, Bram Coopmans, Bram Suijker, Hannah Hoekstra, Hein van der Heijden, Jaap Spijkers, Jappe Claes, Joris Smit, Mark Rietman, Pieter van der Sman, Romana Vrede, Sallie Harmsen, Saman Amini, Stefan de Walle, Tamar van den Dop, Vincent Linthorst en Werner Kolf.
Acteurs die aan het NT verbonden waren, zijn onder anderen: Hans Croiset, Pauline Greidanus, Jochum ten Haaf, Katja Herbers, Hans Hoes, Gees Linnebank, Ariane Schluter, Reinout Scholten van Aschat, Jeroen Spitzenberger, Rik Van Uffelen, Xander van Vledder, Sophie van Winden en Diede Zillinger Molenaar. Gastacteurs waren onder anderen Mohammed Azaay, Anne Wil Blankers, Pierre Bokma, Ali Çifteci, Carine Crutzen, Bracha van Doesburgh, Loes Haverkort, Celia Nufaar, Meral Polat, Roef Ragas, Nienke Römer, Thijs Römer, Esther Scheldwacht, Huub Stapel, Peter Tuinman, Dries Vanhegen, Edwin de Vries en Eva van de Wijdeven.